# Referendum costituzionale in Turchia del 1982
Il 7 novembre 1982 si tenne in Turchia un referendum costituzionale. La nuova costituzione fu approvata dal 91,4% dei votanti, con un'affluenza del 91,3%.

## Contesto
Nel 1980 la Grande Assemblea Nazionale aveva in programma l'elezione di un nuovo Presidente in sostituzione di Fahri Korutürk. Tuttavia, le parti non furono in grado di accordarsi su un candidato e il 12 settembre 1980 le forze armate turche, guidate da Kenan Evren organizzarono un colpo di stato, sciolsero la Grande Assemblea Nazionale e iniziarono a governare il paese attraverso il Consiglio di sicurezza nazionale.
Il CNS istituì un'Assemblea consultiva e nominò tutti i 160 membri. I partiti politici furono chiusi e coloro che erano stati membri di partiti vennero esclusi dall'Assemblea. Lavorò dal 23 novembre 1981 al 17 luglio 1982 per redigere la nuova costituzione, che avrebbe sostituito la carta del 1961.

## Nuova costituzione
Una delle disposizioni transitorie della costituzione nominava Evren presidente fino al 1989. La costituzione vietava inoltre alle organizzazioni della società civile di svolgere attività politiche, mentre ai partiti politici era vietato di collaborare con le organizzazioni della società civile, compresi i sindacati. All'esercito fu data una maggioranza nel Consiglio di sicurezza nazionale, che venne anche ritenuta superiore al governo.
Evren affermò che la nuova costituzione contenesse delle "lussuose" libertà per la Turchia.

## Risultati
| Votazione                 | Voti       | %    |
| ------------------------- | ---------- | ---- |
| Sì                        | 17.215.559 | 91,4 |
| No                        | 1.626.431  | 8,6  |
| Voti non validi / Bianchi | 43.498     | -    |
| Voti totali               | 18.885.488 | 100  |